# Love Is a Many Splendored Thing
Love Is a Many Splendored Thing ist ein Popsong, der von Sammy Fain komponiert und von Paul Francis Webster für den gleichnamigen Spielfilm getextet wurde. Die Erstinterpretation stammt von den Four Aces, in dieser Fassung war es das erste Titellied eines Films, das 1955 Platz eins der Billboard-Verkaufscharts erreichte.

## Hintergründe
Filmproduzent Buddy Allen beauftragte Sammy Fain und Paul Francis Webster, für seinen Spielfilm A Many-Splendored Thing mit William Holden und Jennifer Jones in den Hauptrollen den Titelsong zu schreiben. Als Fain das Ergebnis dem Produzenten präsentieren wollte, teilte dieser ihm mit, dass der Filmtitel in Love Is a Many-Splendored Thing geändert wurde. Fain schrieb daraufhin eine neue Melodie, die nach Zustimmung des mit der Filmmusik beauftragten Komponisten Alfred Newman in den Soundtrack aufgenommen wurde. Die ursprüngliche Fassung wurde nie aufgenommen.
Mit einem Demo des Liedes wurden bekannte und erfolgreiche zeitgenössische Künstler wie Eddie Fisher, Tony Martin, Doris Day und Nat King Cole gebeten, das Lied aufzunehmen, doch alle lehnten ab. Die Wahl fiel schließlich auf The Four Aces, die ihre Version 1955 aufnahmen und damit im Oktober des Jahres Platz eins der US-amerikanischen Charts erreichten, sechs Wochen lang den Spitzenplatz hielten und 21 Wochen in den Billboard-Charts notiert wurden. Der Titel wurde der im Radio meistgespielte Song des Jahres 1955 und belegte bei den meistverkauften Platten des Jahres Platz 7. Bei der Oscarverleihung 1956 gewann das Lied in der Kategorie Bester Song.

## Titel und Rezeption
A Many Splendored Thing ist der Titel eines Buchs von Han Suyin, das 1952 veröffentlicht wurde. Auf der Grundlage des Buchs drehte Henry King 1955 den Film Love is a Many Splendored Thing. Für ihr Lied Love is a Many Splendored Thing, arrangiert von  Alfred Newman, wurden Sammy Fain (Musik) und Paul Francis Webster (Text) mit einem Oscar ausgezeichnet. Außer in dem Film Love Is a Many-Splendored Thing ist der Song im Filmmusical Grease in einer romantischen Strandszene mit John Travolta und Olivia Newton-John zu hören. Ringo Starr nahm den Titel 1970 für sein erstes Soloalbum Sentimental Journey auf.
Love is a Many Splendored Thing ist der Titel einer Soap, die von 1967 bis 1973 im US-amerikanischen Fernsehen gezeigt wurde.
Nach dem Erfolg der Version der Four Aces nahmen alle die Künstler, die das Lied zunächst abgelehnt hatten, ihre Fassung auf.